# Ishtiaq Hussain Qureshi
Ishtiaq Hussain Qureshi ou plus connu sous le nom de I.H. Qureshi (en ourdou : اشتیاق حسين قریشی), né le 20 novembre 1903 et mort le 22 janvier 1981 est un historien, universitaire et professeur de l'université du Pendjab et de l'université de Karachi.
Originaire d'une famille musulmane des provinces unies, il s'engage en faveur du mouvement pour le Pakistan dont il deviendra l'une des figures.

## Jeunesse et éducation
Ishtiaq Hussain Qureshi est né le 20 novembre 1903 près de Allahabad, dans les Provinces unies d'Agra et d'Oudh, alors situées dans le Raj britannique, au sein d'une famille noble musulmane. Sa famille est tombée en disgrâce auprès du pouvoir colonial lors de la révolte des cipayes de 1857, quand certains de ses membres soutiennent les insurgés indépendantistes contre les Britanniques. Son grand-oncle a notamment été pendu en répression. Il fait notamment ses études au sein de l'université de Delhi où il obtient un master d'histoire puis au sein du collège Saint-Étienne dans la même ville. Il continue ensuite ses études à l'université de Cambridge au Royaume-Uni,.
Qureshi s'oppose au régime colonial et rejoint le mouvement de non-coopération lancé par Gandhi en 1920 ainsi que le Mouvement Califat, lui plus orienté vers la défense des musulmans, qu'il contribue à organiser.

## Militantisme politique
Dans les années 1930, Ishtiaq Hussain Qureshi s'engage en faveur du Mouvement pour le Pakistan notamment alors qu'il est encore au Royaume-Uni. Il soutient notamment la vision de Choudhary Rahmat Ali qui prononce le nom de « Pakistan » en 1933 pour une nation destinée aux musulmans du sous-continent indien. Avec une délégation d'étudiants de Cambridge, il rencontre Muhammad Ali Jinnah qui dirige la Ligue musulmane. Qureshi deviendra même un élu du parti à l'Assemblée législative du Bengale.
Lors de la violente partition des Indes, sa résidence est encerclée par des militants pro-hindous et Qureshi se réfugie à l'ambassade du Pakistan à Delhi. Il rejoint ensuite rapidement le Pakistan et devient membre de l'Assemblée constituante. Il devient ensuite professeur de l'université du Pendjab puis ministre de l’Éducation. Il crée notamment la Liaqat Memorial Library, bibliothèque qui contient près de 100 000 livres. Il est ensuite professeur de l'université de Karachi.

## Mort
Il meurt le 22 janvier 1981 à Islamabad, alors qu'il est âgé de 77 ans.